# Secrétariat général de la Commission européenne

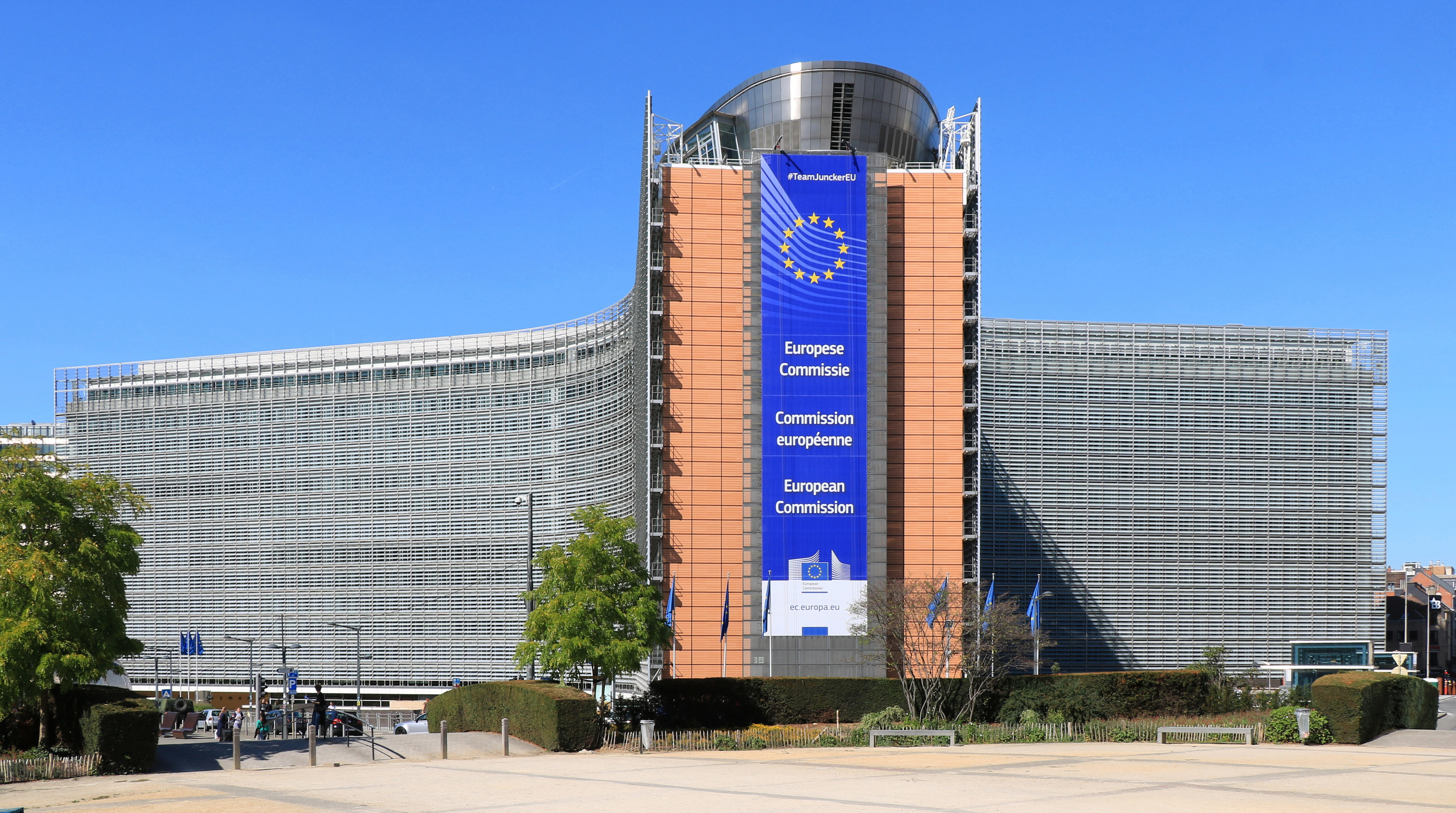
Le bâtiment Berlaymont à Bruxelles, siège du Secrétariat général de la Commission européenne.

Le Secrétariat général de la Commission européenne est une direction-générale de la Commission européenne. La DG Secrétariat général est basée dans le bâtiment Berlaymont à Bruxelles (Belgique), elle soutient les travaux de toute la Commission et, en particulier, des 27 commissaires. Le responsable du Secrétariat général est le secrétaire général de la Commission européenne, il est désigné sur proposition du président de la Commission et par décision collégiale des commissaires.

## Fonctions
Le Secrétariat, dont les attributions dépendent du président de la Commission européenne, a un rôle important au sein de la Commission. Il organise les réunions, contrôle l'agenda et est responsable des procès-verbaux. Le président utilise sa capacité d'attribution au Secrétariat dans la gestion de la Commission.

## Secrétaires généraux
| Secrétaire général       | État membre | Début              | Fin                | Commission               |
| ------------------------ | ----------- | ------------------ | ------------------ | ------------------------ |
| Émile Noël               | France      | 26 mars 1958       | 18 septembre 1987  |                          |
| Émile Noël               | France      | 26 mars 1958       | 18 septembre 1987  | Commission Hallstein I   |
| Émile Noël               | France      | 26 mars 1958       | 18 septembre 1987  | Commission Hallstein II  |
| Émile Noël               | France      | 26 mars 1958       | 18 septembre 1987  | Commission Rey           |
| Émile Noël               | France      | 26 mars 1958       | 18 septembre 1987  | Commission Malfatti      |
| Émile Noël               | France      | 26 mars 1958       | 18 septembre 1987  | Commission Mansholt      |
| Émile Noël               | France      | 26 mars 1958       | 18 septembre 1987  | Commission Ortoli        |
| Émile Noël               | France      | 26 mars 1958       | 18 septembre 1987  | Commission Jenkins       |
| Émile Noël               | France      | 26 mars 1958       | 18 septembre 1987  | Commission Thorn         |
| Émile Noël               | France      | 26 mars 1958       | 18 septembre 1987  | Commission Delors I      |
| David Williamson         | Royaume-Uni | 19 septembre 1987  | 31 juillet 1997    |                          |
| David Williamson         | Royaume-Uni | 19 septembre 1987  | 31 juillet 1997    | Commission Delors I      |
| David Williamson         | Royaume-Uni | 19 septembre 1987  | 31 juillet 1997    | Commission Delors II     |
| David Williamson         | Royaume-Uni | 19 septembre 1987  | 31 juillet 1997    | Commission Delors III    |
| David Williamson         | Royaume-Uni | 19 septembre 1987  | 31 juillet 1997    | Commission Santer        |
| Carlo Trojan (nl)        | Pays-Bas    | 1er août 1997      | 31 mai 2000        |                          |
| Carlo Trojan (nl)        | Pays-Bas    | 1er août 1997      | 31 mai 2000        | Commission Marín         |
| Carlo Trojan (nl)        | Pays-Bas    | 1er août 1997      | 31 mai 2000        | Commission Santer        |
| Carlo Trojan (nl)        | Pays-Bas    | 1er août 1997      | 31 mai 2000        | Commission Prodi         |
| David O'Sullivan         | Irlande     | 1er juin 2000      | 10 novembre 2005   |                          |
| David O'Sullivan         | Irlande     | 1er juin 2000      | 10 novembre 2005   | Commission Prodi         |
| David O'Sullivan         | Irlande     | 1er juin 2000      | 10 novembre 2005   | Commission Barroso I     |
| Catherine Day            | Irlande     | 11 novembre 2005   | 1er septembre 2015 |                          |
| Catherine Day            | Irlande     | 11 novembre 2005   | 1er septembre 2015 | Commission Barroso I     |
| Catherine Day            | Irlande     | 11 novembre 2005   | 1er septembre 2015 | Commission Barroso II    |
| Catherine Day            | Irlande     | 11 novembre 2005   | 1er septembre 2015 | Commission Juncker       |
| Alexander Italianer (en) | Pays-Bas    | 1er septembre 2015 | 1er mars 2018      | Commission Juncker       |
| Martin Selmayr           | Allemagne   | 1er mars 2018      | 24 juillet 2019    | Commission Juncker       |
| Ilze Juhansone           | Lettonie    | 24 juillet 2019    | 1er novembre 2022  |                          |
| Ilze Juhansone           | Lettonie    | 24 juillet 2019    | 1er novembre 2022  | Commission Juncker       |
| Ilze Juhansone           | Lettonie    | 24 juillet 2019    | 1er novembre 2022  | Commission von der Leyen |

## Sources